# Саватій Соловецький
Саватій Соловецький (? — 27 вересня 1435) — преподобний Російської церкви, засновник Соловецького монастиря.
Згідно з житієм, за часів митрополита Фотія Саватій вже трудився в Кирило-Білозерському монастирі. Дізнавшись, що в «Ноугородцкой області» є Валаамський монастир, де ченці ведуть життя більш суворе, Саватій перебрався туди. Дивуючи братію своїм терпінням і смиренням, він шукав місце для досконалого усамітнення і мовчазної молитви. Саватій дізнався, що в двох днях плавання від берега в Білому морі стоїть великий острів, ніким не населений, і пішов з Валаамського монастиря.
Спочатку він оселився у каплиці на річці Виг, де зустрів ченця Германа, який самотньо жив у лісі. Герман погодився супроводити Саватія на острів і залишитися з ним там. Обидва старці 1429 року щасливо прибули на карбасі на острів і, не доходячи 13 км до місця сучасного монастиря, вони біля озера поставили хрест і поставили намет. Потім вони вибрали для келії більш зручне місце в 1 милі від моря, на березі озера біля високої Секирної гори. Через деякий час Герман покинув острів, а через 2 роки після його від'їзду вирушив на Виг і Саватій, де причастився у ігумена Нафанаїла і спочив.
Поступово, вже після смерті Саватія, на острові оселилися інші пустельники і виник монастир, який отримав назву Соловецького.
Мощі преподобного Саватія були перенесені в Соловецький монастир в 1465 році за ігумена Зосими і покладені в землю за вівтарем Успенського собору, де знаходилися до 1566 року. 8 серпня, вони разом з мощами преподобного Зосими були перенесені в боковий вівтар Спасо-Преображенського собору, влаштований в ім'я цих соловецьких святих.
На московському соборі за митрополита Макарія, в 1547 році, постановили відзначати пам'ять преподобного Саватія 27 вересня (за юліанським календарем).